# Universitatea Tehnică din Berlin
Universitatea Tehnică din Berlin (denumire oficială germană Technische Universität Berlin, cunoscută sub numele de TU Berlin, care nu are nicio traducere oficială în engleză) este o universitate de cercetare situată la Berlin, Germania. Este prima universitate din Germania care a adoptat numele „Technische Universität” (Universitatea Tehnică).
Lista studenților și a profesorilor universității include membri ai Academiei Naționale din SUA, doi laureați cu Medalia Națională de Știință și șapte laureați ai Premiului Nobel.
TU Berlin este un membru al TU9, o societate încorporată a celor mai mari și mai notabile institute germane de tehnologie și a rețelei Top Industrial Managers for Europe, care permite schimburi de studenți între școlile de inginerie de top. Acesta aparține Conferinței școlilor europene pentru educație și cercetare avansată în inginerie. TU Berlin găzduiește două centre de inovare desemnate de Institutul European de Inovare și Tehnologie. Universitatea este etichetată drept „Universitatea antreprenorială” („Die Gründerhochschule”) de către Ministerul Federal pentru Afaceri Economice și Energie. De asemenea, este membru al Alianței Universității din Berlin.

## Legături externe
- Official Homepage
- Official Homepage Arhivat în 4 ianuarie 2020, la Wayback Machine.
- Homepage of the Student's Council and Government
- Map of campus